# 田旋花
田旋花是旋花科旋花属的一个物种，分布在欧洲和亚洲。

## 形态

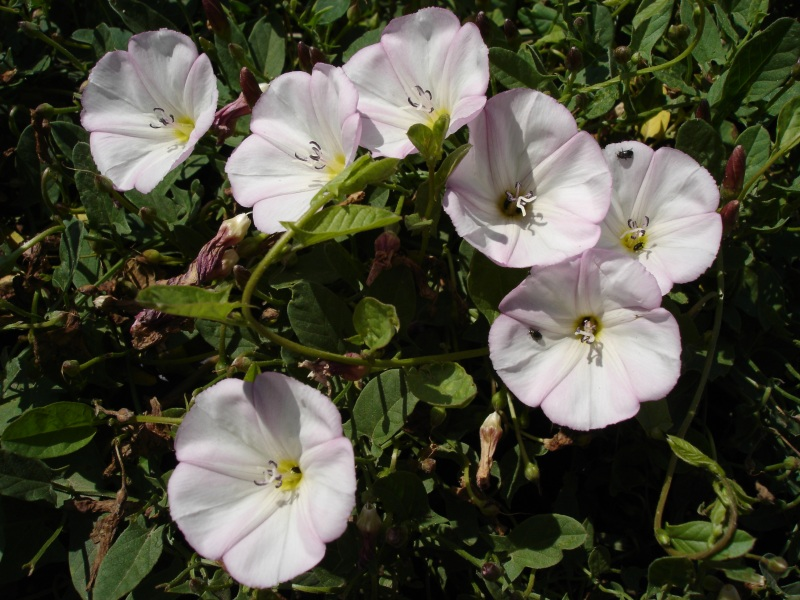

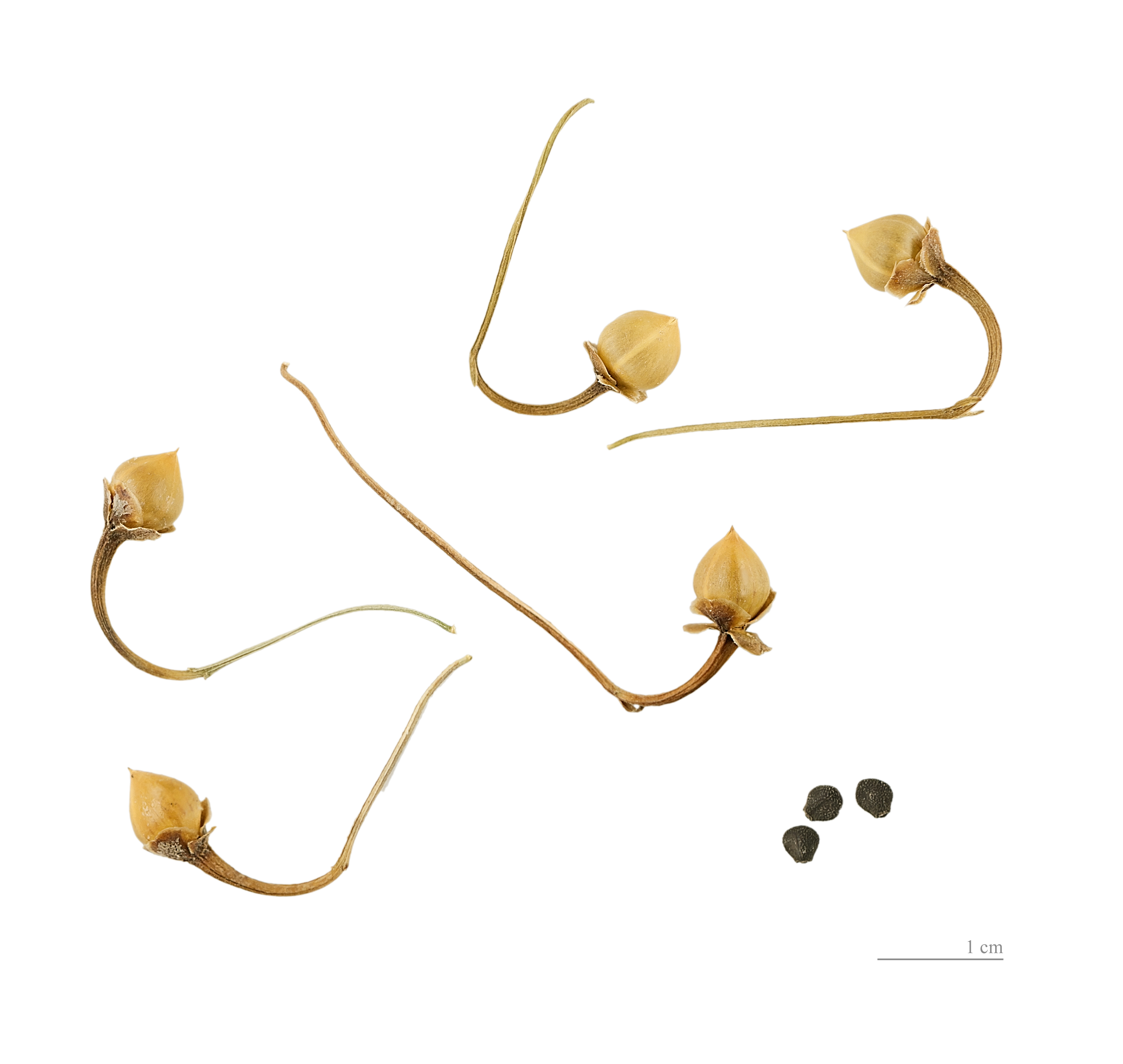
田旋花果实与种子标本

这是一种攀爬草本多年生植物，长达0.5-2米。叶子呈成螺旋形分布，形状为线状至箭形，2-5厘米长，叶柄长度为1-3厘米。花呈喇叭形，直径为1-2.5厘米，白色或浅桃红色，有5条放射状深桃红色条纹。

## 分类
田旋花有两个变种：
- 田旋花（Convolvulus arvensis var. arvensis），叶子较宽。
- 線葉田旋花（Convolvulus arvensis var. linearifolius），叶子较细。

## 入侵物种
尽管田旋花的花朵吸引人，但是却不受花圃欢迎。因为其生长得很快，侵占了其他栽培的植物。田旋花引入到北美洲后，在某些地方成为入侵物种。其浓密的植被侵占了农田，使农作物减产。1998年该物种使美国农作物损失达3.77亿美元。